# مضاد تشنج

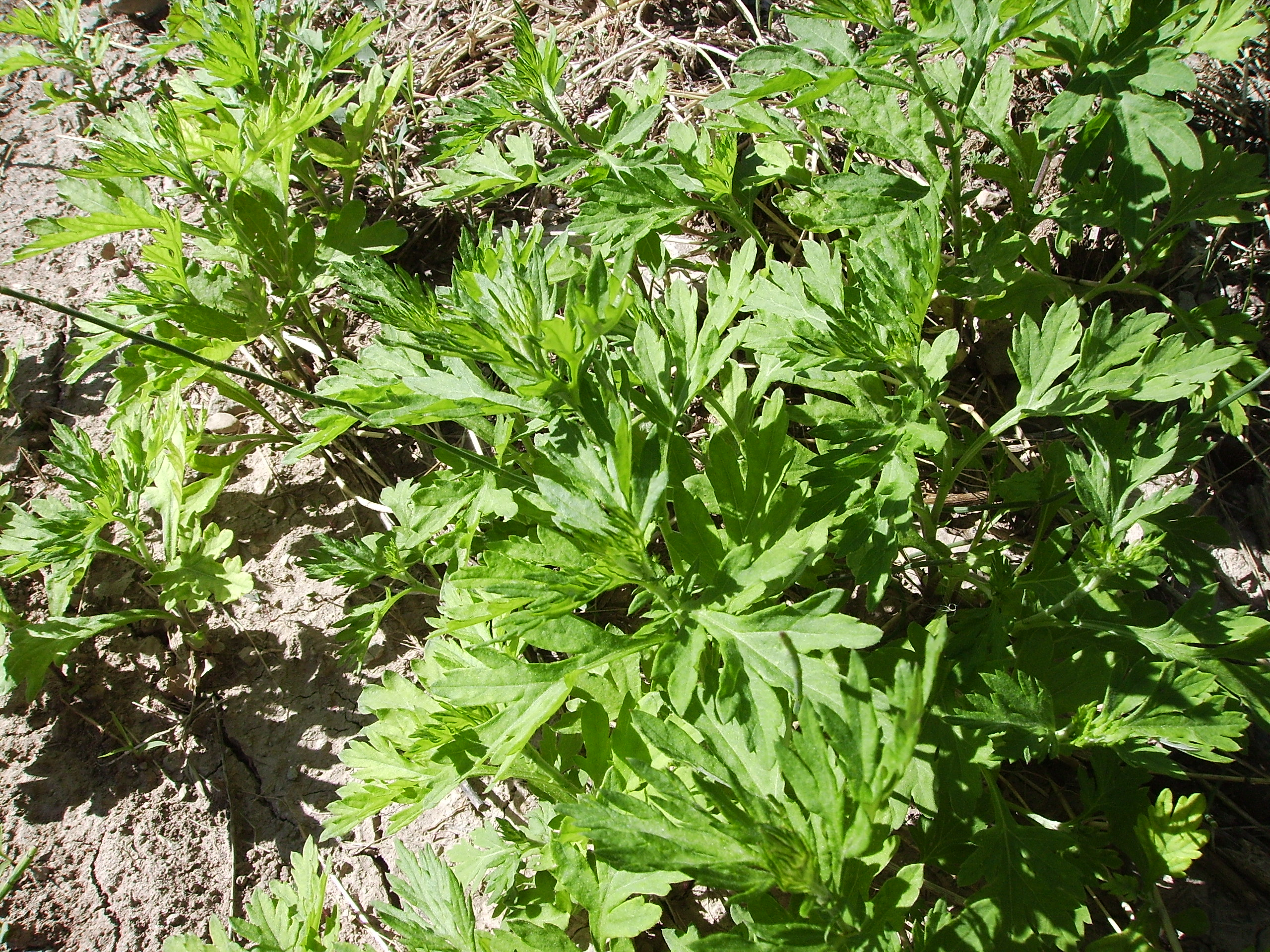

مضاد التشنجات (من مرادفاته: مضاد التقلصات) هو دواء يوقف التشنجات، الانقباضات العضلية غير الإرادية.

## تقلصات العضلات الملساء
يُستخدم أحد أنواع مضادات تقلصات البطن لعلاج انقباض العضلات الملساء، خاصة في الأعضاء الأنبوبية بـجهاز الهضم. ويتمثل تأثيره في منع تقلصات المعدة أو الأمعاء أو المثانة.
ويعد كل من ديسيكلومين وهيوسيامين من مضادات تقلصات البطن لما لهما من مفعول مضاد للكولين. ولكلا الدوائين آثار جانبية عامة وقد يزيدان حالة مرض الارتجاع المعدي المريئي سوءًا.
الميبفرين هو مضاد للتقلصات العضلية ذو مفعول قوي وانتقائي على تقلصات العضلات الملساء بجهاز الهضم، وخاصةً القولون. وليس له الأثر الجانبي للأستيل كولين الذي يظهر بشكل شائع في مضادات تقلصات البطن المضادة للكولين.
البابافيرين هو مادة شبه قلوية مأخوذة من الأفيون وتُستخدم لعلاج تقلصات الأحشاء والعنانة وتُجرى عليها دراسات كدواء مضاد للذهان نظرًا لقدرتها على تثبيط إنزيم فسفودايستريز phosphodiesterase PDE10A.
عادةً ما كان يُستخدم زيت النعناع الفلفلي كمضاد لتقلصات البطن، ومن خلال مراجعة الدراسات المعنية بهذا الموضوع، وُجد أنه «قد يكون فعالاً في تخفيف أعراض IBS» (كمضاد لتقلصات البطن)، إلا أنه يلزم إجراء دراسات ذات شواهد أكثر انضباطًا حول هذا الموضوع. وأظهرت دراسة لاحقة أنه مضاد فعال لتقلصات البطن عند تطبيق الاختبار مَوضِعِيًا على الأمعاء أثناء التنظير الداخلي.
كما كانت زهرة اللياتريس والتي يُطلق عليها أيضًا «النجم المتوهج» تُستخدم كمضاد لتقلصات البطن[بحاجة لمصدر]. وهناك اسم آخر شائع وقديم لهذا النبات وهو جذور المغص، نسبة إلى استخدامه الطبي كمضاد لتقلصات الأمعاء.
معظم أشكال القنب الهندي هي مضادات شديدة الفعالية لتقلصات البطن.[بحاجة لمصدر]
لقد استخدمت براعم الخيزران لعلاج أعراض جهاز الهضم وتقلصات البطن.
كما أن الأنيزوتروبين والأتروبين وغطاء السنديان هي مضادات تقلصات البطن الحديثة الأكثر استخدامًا.

## تقلصات العضلات الهيكلية
يمكن استخدام العلاج الدوائي للحالات الحادة التي تصيب الجهاز العضلي الهيكلي عندما يكون العلاج الفيزيائي غير متوفر أو لم يحقق النجاح بشكل كامل. وهناك فئة أخرى من مضادات تقلصات البطن لمثل هذا النوع من العلاج وتتضمن السيكلوبنزابرين والكاريزوبرودول والأورفينادرين والتيزانيدين. لم تثبت بوضوح فعالية الميتاكسالون أو الميثوكاربامول أو الكلورزوكسازون أو الباكلوفين أو الدانترولين. وتتضمن الحالات التي ينطبق عليها ذلك آلام الظهر أو الرقبة الحادة أو آلام ما بعد الإصابة.
قد تظهر التقلصات أيضًا في اضطرابات الحركة التي تتسم بوجود تشنجات في الحالات العصبية مثل الشلل الدماغي والتصلب اللويحي ومرض النخاع الشوكي. وتُستخدم الأدوية بشكل شائع في علاج اضطرابات الحركة التشنجية، إلا أن الأبحاث لم تظهر وجود فوائد وظيفية لبعض الأدوية. فقد أوضحت بعض الدراسات أن الأدوية كانت فعالة في تقليل التشنجات، ولكن لم يصاحب ذلك أية فوائد وظيفية. وقد استخدمت أدوية مثل الباكلوفين والتيزانيدين والدانترولين.